# تكوين قصر الصاغة
تكوين قصر الصاغة هو تكوين له علاقة بعلم الإحاثة يقع في مصر، تاريخه يعود إلى عصر الإيوسين المتأخر (مرحلة البريابوني).
حفريات الحوت القديم الساجاستس («حوت الصاغة» "Saghacetus"، اسمه الأصلي «زوجلودون أوزيريس» "Zeuglodon osiris") جُمعت لأول مرة في قصر الصاغة من قبل المستكشف الألماني يورج أوجست شفاينفورت في يناير 1886، الساجاستس هو شائع في وسط قصر الصاغة ولكن هناك عدد قليل من عينات أخرى من الحيتان القديمة، الاستثناء الوحيد الغامض هو «بروزوجلودون سترومري» "Prozeuglodon stromeri"، تمت تسميته في سنة 1928 بناء على عينات من 1904 ولكنها لم توصف بشكل كاف قبل تدميرها خلال قصف ميونيخ في الحرب العالمية الثانية.